# KH-12
KH-12는 미국 국가정찰국의 정찰위성이다. 비공식 제식명칭으로서 KH-11 정찰위성의 다음 버전이다. 국가정찰국은 일반에 사용되는 KH-8, KH-9, KH-11 정찰위성의 명칭에 따라 그냥 KH-12로 부르기로 하였다. Advanced KENNENAN으로도 불렸고, 암호명 Ikon, Improved Crystal로도 불렸다.
KH-12는 중량 19,600 kg이며 록히드 마틴이 제작했다. 해상도 0.15 m이며, 허블 망원경과 크기와 모양이 비슷하다.
망원경 주반사경의 크기는 직경 2.9-3.1 m 으로서, 직경 2.0 m 인 KH-11 보다 좀 더 커졌다. 허블 망원경의 주반사경 직경은 2.4 m이다.

## 발사기록
- KH-12 /1 (USA-86) 1992년 11월 28일. 타이탄 IV 로켓. 반덴버그 공군 기지.1992-083A
- KH-12 /2 (USA-116) 1995년 12월 5일 타이탄 IV 로켓. 반덴버그 공군 기지.1995-066A
- KH-12 /3 (USA-129) (NROL-2 또는 L-2) 1996년 12월 20일 타이탄 IV 로켓. 반덴버그 공군 기지.1996-072A[3]
- KH-12 /4 (USA-161) (NROL-14 또는 L-14) 2001년 10월 5일 Titan IVB-34 로켓. 반덴버그 공군 기지 SLC-4E 발사대.[4]
- KH-12 /5 (USA-186) (NROL-20 또는 L-20) 2005년 10월 19일 Titan IVB-26 로켓. 반덴버그 공군 기지 SLC-4E 발사대.[5]

## 아리랑 7호
대한민국은 2014년 해상도 10 cm의 아리랑 7호를 발사할 예정이다.

## 같이 보기
- KH-11
- KH-13
- 국가정찰국
- 미래영상체제
- 아리랑 7호 - 2014년 대한민국은 KH-12 보다 해상도가 높은 10 cm 해상도의 아리랑 7호를 발사할 예정이다.